# Дан еволуције
Дан еволуције је прослава поводом обележавања годишњице првог објављивања књиге О пореклу врста, Чарлс Дарвина, 24. новембра 1859. Прославе овим поводом су се одржавале више од једног века, али је специфичан термин "Дан еволуције" усвојен 1997. године. Догађаји који се организују тим поводом имају за циљ да упознају људе са еволуционом биологијом. Празник је сличан Дарвиновом дану, који се обележава сваког 12. фебрауара, на дан његовог рођења (12. фебруар 1809).